# Kutlugh Khoja
Kutlugh Khoja fou un kan de l'Horda d'Or que segions Khuandemir va succeir a Murad Khoja i que per tant seria el rival d'Abdullah Khan protegit per Mamai. L'esmentat historiador diu que era germà de Tughai (que podria ser el mateix personatge que podria ser el mateix que Kara Nogai) i oncle de Murad Khan. Es conserva un document signat per aquest kan. Von Hammer esmenta aquest document i diu que Kutlugh Khoja era nebot de Mamai. El document és un yarligh concedit a l'escuder del príncep rus Demetri de Moscou. No se'n sap res més. hauria governat breument i l'hauria succeït Pulad Khan que alguns fan germà de Kutlugh Khoja i altres germà de Mahmud Khirz.